# Tíz-sorosok mestere
A tíz-sorosok mestere Weöres Sándor által feltételezett 15. századi versszerző, „az első felismerhető költő-személyiség a magyar nyelvű irodalomban”.
Már Szilády Áron is lehetségesnek tartotta, hogy a Winkler-kódexben olvasható két rövid intelem: Asztalnak szent dícsérete és Jó és gonosz szerzetesnek dícséreti és szidalma egyazon szerzőtől származik; Horváth Cyrill pedig utóbbi vers és az ugyanebben a kódexben lévő Szent ének, ki dícséri Szíz Máriát és az ő szent fiát egy egyező – bár kétségtelenül sztereotip – sorára („szeretetnek rózsája”) hívta fel a figyelmet.
Weöres Sándor ezen szövegek, valamint a Példák Könyvében lévő Istenes élet regulái több jellegzetessége alapján igazolhatónak vélte, hogy a művek egy szerzőtől származnak. A kódexszövegek mind másolatok, a Winkler-kódexéi 1506-ban, a Példák Könyvében lévő 1510-ben készült, de nyelvezetük alapján korábban keletkeztek, Mátyás vagy II. Ulászló idejében, vagyis a tíz-sorosok mestere Janus Pannonius kortársa volt.

## Weöres Sándor érvei
A Szent ének Adam de Saint Victor Dies est laetitiae című himnuszán, valamint annak német fordításán alapul. A német fordítás 1480 körül készült a Bécs melletti Klosterneuburgban lévő Ágoston-rendi kolostorban, tehát a szerző itt tanult vagy élt egy ideig. A tíz-sorosok mestere által használt strófa szerkezete e himnuszén alapul, annak kötetlenebb változata: a rímeléshez és a szótagszámokhoz sem tartja magát, de a versszakok 4-3-3 soros egységekből állnak. (Az eredeti forma igen közel áll a szonetthez: a-b-a-b, c-c-d, e-e-d rímszerkezetű.)
A négy mű mindegyike ezen formában íródott, s ez már önmagában is erős érv, hiszen „valószínűtlen, hogy a Dies est laetitiae éneket több költő is alapul vette; s lehetetlen, hogy belőle mindegyik ugyanazt a magyar formát alakította”.
Feltűnő a korabeli egyházi versszerzők nehézkes, kopár (Weöres szavai) stílusával szemben könnyebb, a szabálytalanságot, a metrumtól való eltérést is vállaló írásmódja, valamint a kortársakra szintén nem jellemző ornamentika:
Szeretetnek rózsája
Téged ékeséjte,
Szent alázatosságnak
Violája szépéjte,
Tisztaságnak lilioma
Igen téged tisztele,
És minden jóságnak,
Jámborságnak, szentségnek
Édességes illatja
Téged mind elhata.
(Szent ének)
A kortársak mellett Weöres a későbbi énekeskönyvekben található utánzatokkal, átiratokkal is összevetette a szövegeket, s úgy vélte, azokból épp a felismerhető, egyéni hang tűnt el: „A tíz-sorosok mesterének énekeit a templomban évszázadokig használták. Megkurtítva, átszabva, okító buzgalmát a végletekig növelve, színeit és zamatait kilúgozva.”